# Zaharadnaja
Zaharadnaja (biał. Загарадная; ros. Загородная, Zagorodnaja) – wieś na Białorusi, w obwodzie witebskim, w rejonie orszańskim, w sielsowiecie Krapiuna, w pobliżu granic Orszy.